# Carpocoris pudicus
Espèce
Carpocoris pudicus est une espèce d'insectes hétéroptères, une des Punaises des céréales, appartenant à la famille des Pentatomidae et au genre Carpocoris.

## Description
Ce pentatome est très proche du Pentatome méridional, cependant on le distingue par les angles du pronotum émoussés et non pointus, le pronotum et l'abdomen de même largeur et la présence d'une échancrure visible entre le triangle du pronotum et la languette terminale. 
La larve de cette espèce a la particularité de présenter des taches violacées contrastées sur le dessus de l'abdomen.

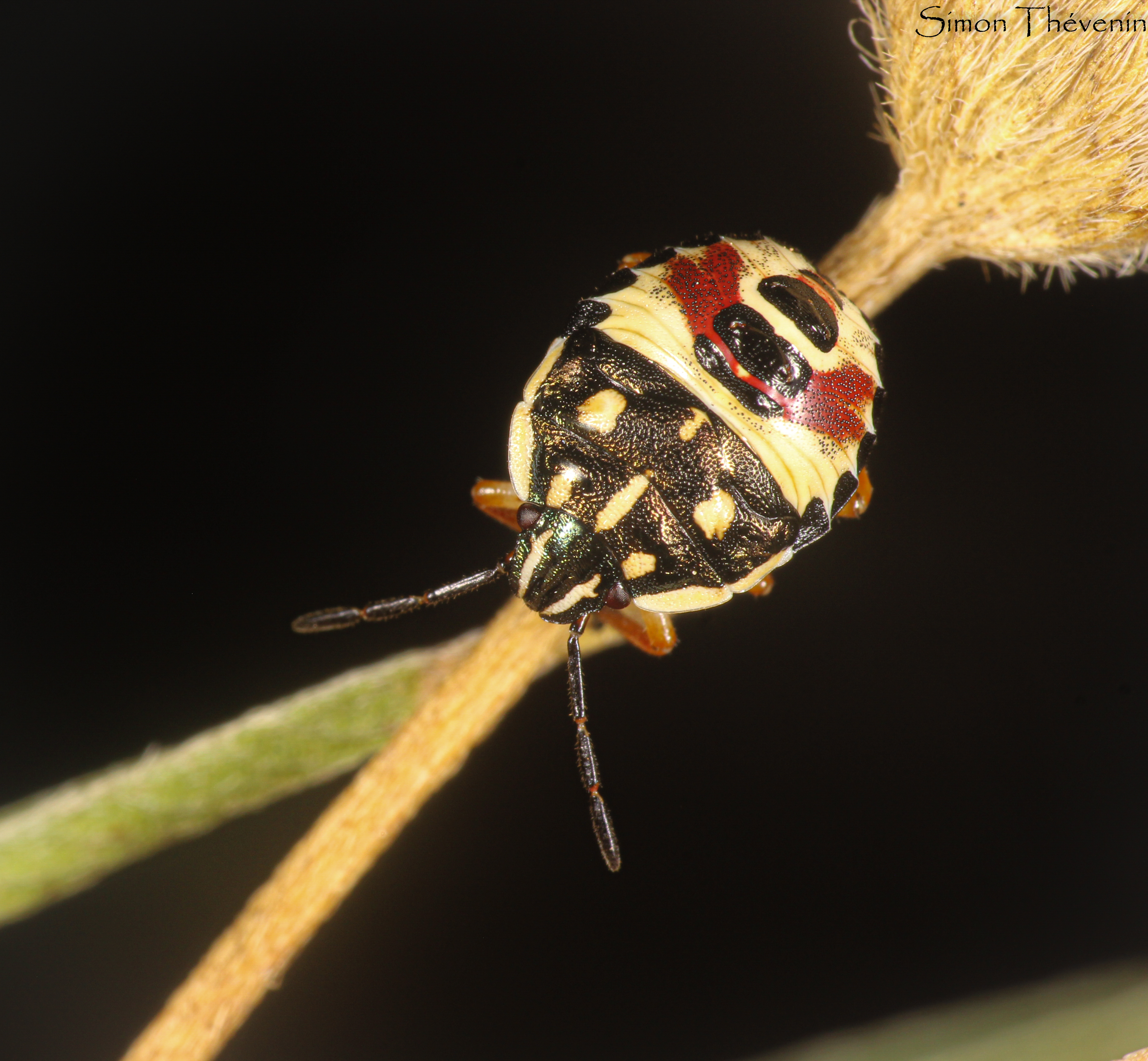
Larve stade IV de Carpocoris pudicus

## Écologie et distribution
En France cette espèce se retrouve dans la moitié sud du pays où elle est commune, elle vit dans les milieux ensoleillés, chauds et secs.
Polyphage, elle se nourrit d'apiacées, astéracées et poacées.

## Classification
L’espèce Carpocoris pudicus est décrite pour la première fois par l'entomologiste autrichien Nicolaus Poda von Neuhaus en 1761.